# Jan Goessens
Jan Goessens (Gante, 20 de octubre de 1962) fue un ciclista belga, que fue profesional entre 1986 y 1993.

## Palmarés
- 1987 
  - 1r a Malderen
  - 1r a Mere
- 1988 
  - 1r al Gran Premio de Isbergues
- 1989 
  - Vencedor de una etapa a la Vuelta en Luxemburgo

### Resultados al Tour de Francia
- 1987. 131è de la clasificación general
- 1989. 112è de la clasificación general
- 1990. 114è de la clasificación general
- 1991. Abandona (13.ª etapa)

### Resultados a la Vuelta en España
- 1993. 100è de la clasificación general